# Podleský potok (přítok Odry)
Podleský potok je horský potok, který pramení pod kopcem Výměna ve vesnici Podlesí (místní část Budišova nad Budišovkou) v Nízkém Jeseníku v okrese Opava v Moravskoslezském kraji. Potok nejprve teče k jihovýchodu a na dolním konci Podlesí se stáčí víceméně k jihu, opouští okres Opava a Moravskoslezský kraj a pak vtéká do vojenského újezdu Libavá, do Oderských vrchů v okrese Olomouc v Olomouckém kraji. Potok pak teče horským údolím a na jeho konci se zleva vlévá u mostu do řeky Odry.
Dolní část toku potoka je ve vojenském výcvikovém prostoru, proto není veřejnosti (mimo vyhrazené dny v týdnu) přístupná. Obvykle jedenkrát ročně může být místo a jeho okolí přístupné veřejnosti v rámci cyklo-turistické akce Bílý kámen.

## Další informace
U soutoku s Odrou se nachází ruiny zaniklého mlýna (Nový mlýn) a také vodácké nástupní místo ke sjíždění řeky (Nový mlýn, říční km 105,9).
Podleský potok je také zahrnut v povodňovém plánu obce Budišov nad Budišovkou (Podlesí).

## Galerie

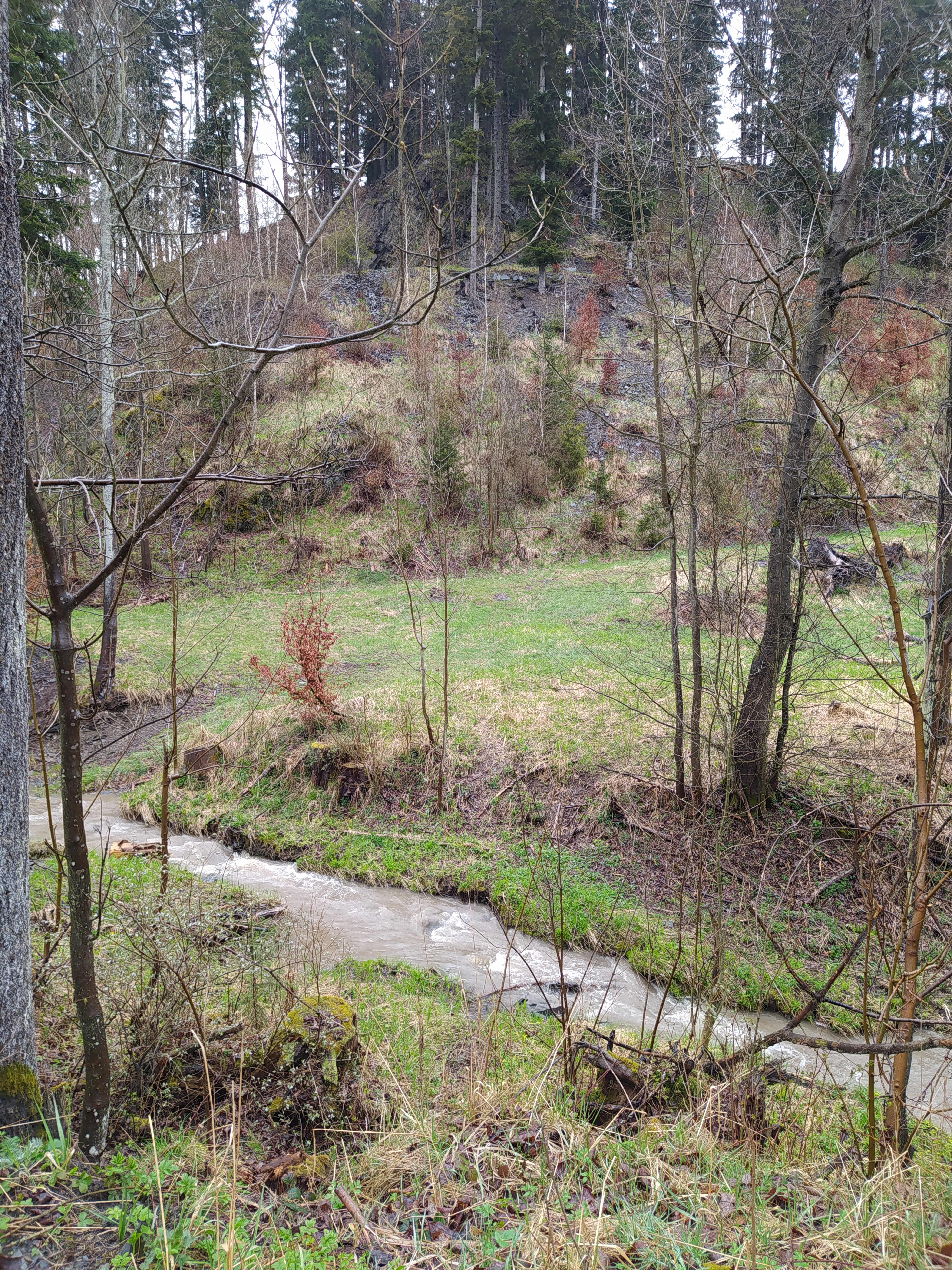
Podleský potok ve vojenském újezdu Libavá
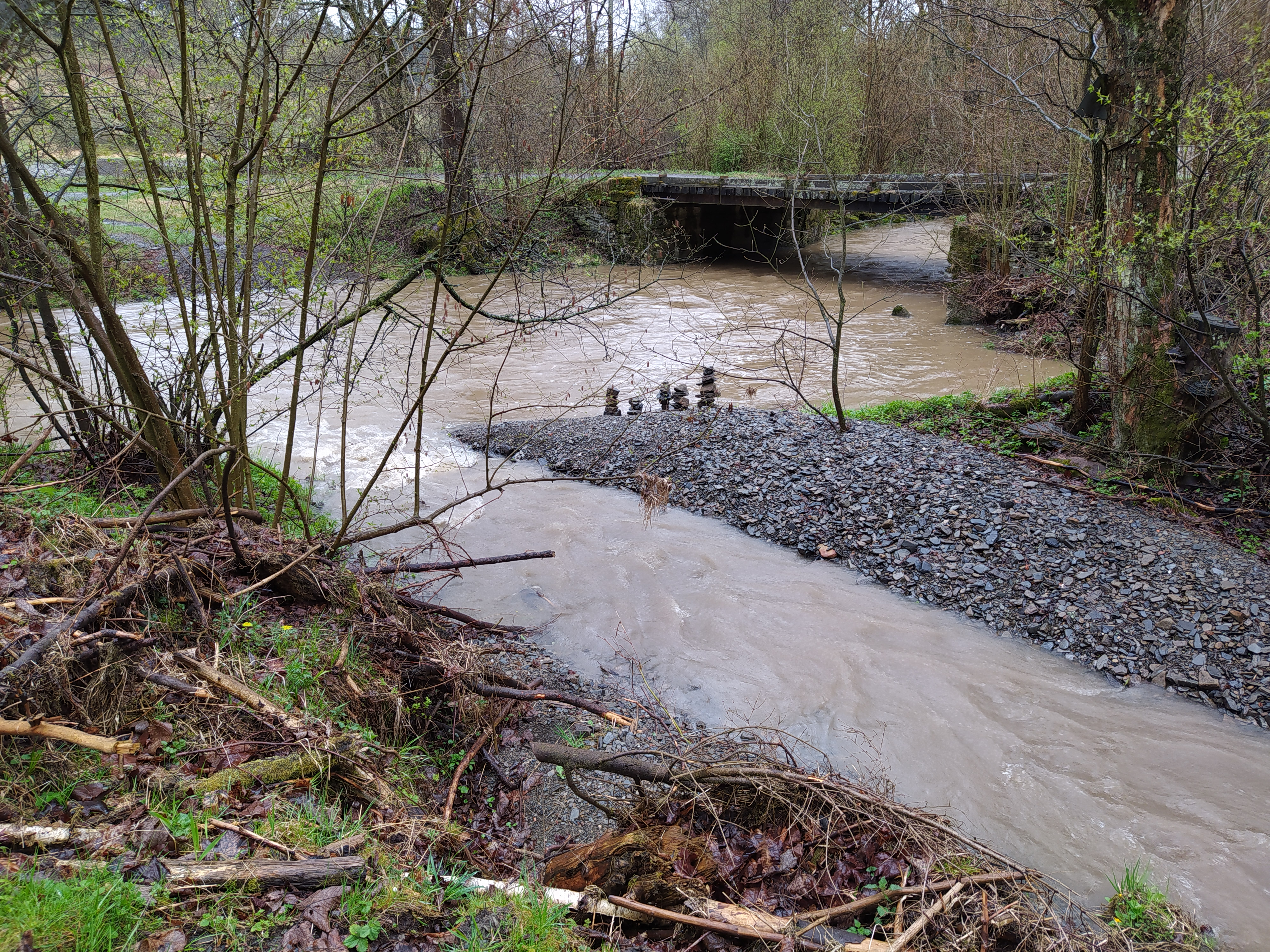
Soutok Odry a Podleského potoka u mostu